# 損害保険労働組合連合会
損害保険労働組合連合会（そんがいほけんろうどうくみあいれんこうかい、略称：損保労連（そんぽろうれん）、英語：Federation of Non-life Insurance Workers' Union of Japan、略称：FNIU）は、損害保険の取り扱いを主とする企業で働く労働者で構成する日本の産業別労働組合である。
損害保険の取り扱いを主とする企業の企業別労働組合から構成し、2016年2月の時点での組合員数は90,737人で、21の企業別労働組合が加盟している。
日本労働組合総連合会（連合）、ユニ・グローバル・ユニオン（UNI）に加盟している。

## 歴史
1967年2月に、全日本損害保険労働組合（全損保）が運動方針に政治的傾向を強めていると批判した興亜支部が1966年6月に脱退したことを皮切りに、同和、住友、東海、安田の各支部も全損保から離脱、これらの支部は単一労働組合となり、各組合の連合体として1967年2月に損害保険労働組合連合会（損保労連）が結成された。ナショナルセンターには加盟しなかった。1981年にはFIET（現UNI）に加盟する。1987年には連合が結成されるが、しばらくは加盟せず、1996年に加盟を決定した。

## 加盟組合
括弧内は2019年6月時点での組合員数
- あいおいニッセイ同和損害保険労働組合（13,272人）
- チューリッヒユニオン（268人）
- AIGジャパン労働組合（6,811人）
- イーデザイン損害保険労働組合（180人）
- 三井住友海上労働組合（19,473人）
- 日本損害保険協会労働組合（148人）
- セゾン自動車火災保険労働組合（511人）
- 損害保険ジャパン日本興亜労働組合（24,539人）
- トーア再保険労働組合（231人）
- 東京海上日動火災保険労働組合（15,831人）
- あいおいニッセイ同和損害調査労働組合（771人）
- 東京海上日動調査サービス労働組合（1,168人）
- MS&AD事務サービス労働組合（725人）
- MS&ADシステムズ労働組合（1,236人）
- SOMPOビジネスサービス労働組合（632人）
- SOMPOシステムズ労働組合（1,097人）
- 三井住友海上あいおい生命労働組合（2,398人）
- SOMPOひまわり生命保険労働組合（2,009人）
- 東京海上日動あんしん生命保険労働組合（2,026人）
- 東京海上ホールディングス労働組合（129人）
- MS&ADビジネスサポート労働組合（84人）